# Bábiche-Korenovski
Bábiche-Korenovski (del ruso: Бабиче-Кореновский) es un jútor del raión de Korenovsk del krai de Krasnodar, en Rusia. Está situado a orillas del río Malióvana, afluente del Beisuzhok Izquierdo, de la cuenca del río Beisug, 13 km al noroeste de Korenovsk y 61 km al nordeste de Krasnodar, la capital del krai. Tenía 1 253 habitantes en 2011.
Es cabeza del municipio Proletárskoye, al que pertenece asimismo Proletarski.

## Historia
Centro del municipio desde 1977.

## Lugares de interés
Casa de cultura y memorial a los caídos en la Gran Guerra Patria.